# Ранкові вершники
«Ранкові вершники» — радянський художній фільм 1981 року, знятий режисером Мередом Атахановим і Ходжадурди Нарлієвим на кіностудії «Туркменфільм».

## Сюжет
Екранізація роману Хедира Дер'яєва «Доля». Дія фільму охоплює період із 1903 до середини 1920-х років. У центрі епічної розповіді історія важкого кохання бідняка Берди та дочки чабана Узук, яких звільнить та зробить щасливими революція.

## У ролях
- Енежан Курбанова — Узук (дублювала Ольга Громова)
- Ораз Амангельдиєв — Берди (дублював Рудольф Панков)
- Артик Джаллієв — Бекмурад-бей (дублював Володимир Дружников)
- Нурберди Аллабердиєв — Аманмурад (дублював Володимир Ферапонтов)
- Єлизавета Караєва — Оразсолтан (дублювала Антоніна Кончакова)
- Меред Атаханов — Сухан (дублював Владислав Баландін)
- Баба Аннанов — Меред-арчин (дублював Артем Карапетян)
- Ата Дурдиєв — Саїдахмед-ішан (дублював Микола Граббе)
- Ходжадурди Нарлієв — Черкез-ішан (дублював Олександр Бєлявський)
- Вапа Мухамедов — Мурад-ага (дублював В. Смирнов)
- Чари Ходжанов — Дурди (дублював Борис Шинкарьов)
- Оразмурад Гуммадов — Гулам (дублював Леонід Бєлозорович)
- Аман Одаєв — Кличлі (дублював Сергій Юртайкін)
- Михайло Ізюмський — Сергій (дублював Володимир Антоник)
- Ораз Мередов — Аллак (дублював Герман Качин)
- Аннагуль Аннакулієва — Книшбай (дублювала Зінаїда Воркуль)
- Гульнабат Аширова — Тачсотлан (дублювала Неллі Вітепаш)
- Огульдурди Мамедкулієва — Огульніяз (дублювала Клавдія Козльонкова)
- Енегюль Алланова — Енекуті (дублювала Марина Гаврилко)
- Курбан Кельджаєв — Габак (дублював Микола Смирнов)
- Курбан Аннакурбанов — Сапар
- Шукур Кулієв — Атанчарик
- Антоніна Рустамова — дружина Меред-арчіна
- Іван Савкін — полковник
- Б. Алієв — епізод
- Бердиназар Аннабердиєв — Нурмамед
- Ата Довлетов — дідусь
- Айсалтан Бердиєва — бабуся
- Огультач Ханниєва — епізод
- Тачбібі Гафурова — епізод
- А. Сариєв — суддя, дивал Рахім
- Н. Сеїдов — епізод
- Мерген Ніязов — епізод
- Лариса Казакова — епізод
- Аурелія Корецька — телефоністка
- Я. Імамкулієв — епізод
- А. Бяшимова — епізод
- Гаджиалій Сеїдов — епізод
- Акмурад Бяшимов — епізод
- Худайберди Ніязов — епізод
- Бяшим Атаханов — епізод
- Аман Курбандурдиєв — епізод
- М. Нарлієв — епізод
- Г. Чорноклінов — епізод
- М. Аннамухаммедов — епізод

## Знімальна група
- Режисери — Меред Атаханов, Ходжадурди Нарлієв
- Сценарист — Меред Атаханов
- Оператор — Якуб Муратназаров
- Композитор — Реджеп Реджепов
- Художники — Гусейн Гусейнов, Селім Амангельдиєв